# Karibische Niederlande
Die Karibischen Niederlande (niederländisch Caribisch Nederland) bestehen aus den drei Inseln Bonaire, Sint Eustatius und Saba sowie deren Nebeninseln in der Karibik. Sie waren bis zu deren Auflösung am 10. Oktober 2010 Teil der Niederländischen Antillen. Seither gehören sie innerhalb des Königreichs der Niederlande als Besondere Gemeinden (niederländisch: bijzondere gemeenten) zum Land Niederlande. Sie werden auch BES-Inseln (niederländisch: BES-eilanden, ein Akronym) genannt.
Niederländische Gesetze sind nicht „automatisch“ in den Karibischen Niederlanden gültig, sie bilden daher ein separates Rechtsterritorium innerhalb der Niederlande.
| Besondere Gemeinde | CBS-Code | Hauptstadt | Koordinaten          | Fläche (km²) | Einwohner 1. Januar 2021 | Einwohner pro km² |
| ------------------ | -------- | ---------- | -------------------- | ------------ | ------------------------ | ----------------- |
| Bonaire            | 9001     | Kralendijk | 12° 11′ N, 68° 16′ W | 288          | 21.745                   | 76                |
| Sint Eustatius     | 9002     | Oranjestad | 17° 29′ N, 62° 58′ W | 21           | 3.142                    | 150               |
| Saba               | 9003     | The Bottom | 17° 38′ N, 63° 14′ W | 13           | 1.918                    | 148               |

## Geschichte
Die Inselgebiete (niederl.: eilandgebieden) Bonaire, Saba und Sint Eustatius waren zusammen mit anderen karibischen Gebieten Teile des 1954 neu gegründeten autonomen Gebietes Niederländische Antillen.
Vor der Auflösung der Niederländischen Antillen wurde in Referenden die Meinung der Bevölkerung zum Verbleib ihrer Inseln befragt. Sint Eustatius entschied sich dafür, im Landesverband der Niederländischen Antillen zu bleiben, stand mit seiner Meinung jedoch alleine, da alle anderen Inseln sich für die Auflösung aussprachen. Seitdem befürworteten die Politiker dieser Insel sowie der Inseln Bonaire und Saba direkte Beziehungen mit den Niederlanden. Am 11. Oktober 2006 einigten sich Bonaire, Saba und Sint Eustatius mit der niederländischen Regierung auf die Eingliederung der Inseln in die Niederlande als „besondere Gemeinden“.
Am 10. Oktober 2010 wurde der Landesverband Niederländische Antillen aufgelöst, und am 1. Januar 2011 löste der US-Dollar den bis dahin gültigen Antillen-Gulden als gesetzliches Zahlungsmittel ab. Der Antillen-Gulden wurde innerhalb eines Monats in den besonderen Gemeinden ungültig, blieb jedoch die Währung auf Curaçao und Sint Maarten.
Mit der Auflösung der Niederländischen Antillen wurde auch deren Polizeibehörde, das Korps Politie Nederlandse Antillen (KPNA), aufgelöst. Für die BES-Inseln trat an seine Stelle das Korps Politie Caribisch Nederland.
Die Auflösung des Landesverbandes der Niederländischen Antillen und die Eingliederung der Inseln in die Niederlande hatte keine unmittelbaren Auswirkungen auf den Status der Inseln als mit der Europäischen Union assoziierte überseeische Hoheitsgebiete („ÜLG“). Dem Königreich der Niederlande ist durch Art. 355 Abs. 6 AEU-Vertrag die Möglichkeit gegeben, den Status der BES-Inseln unter bestimmten Voraussetzungen in ein „Gebiet in äußerer Randlage“ gemäß Art. 355 Abs. 1 AEU-Vertrag umzuwandeln. Aktuell bestehen keine Bestrebungen, diese Umwandlung vorzunehmen.